# Contenzioso sul campo di ghiaccio Patagonico Sud

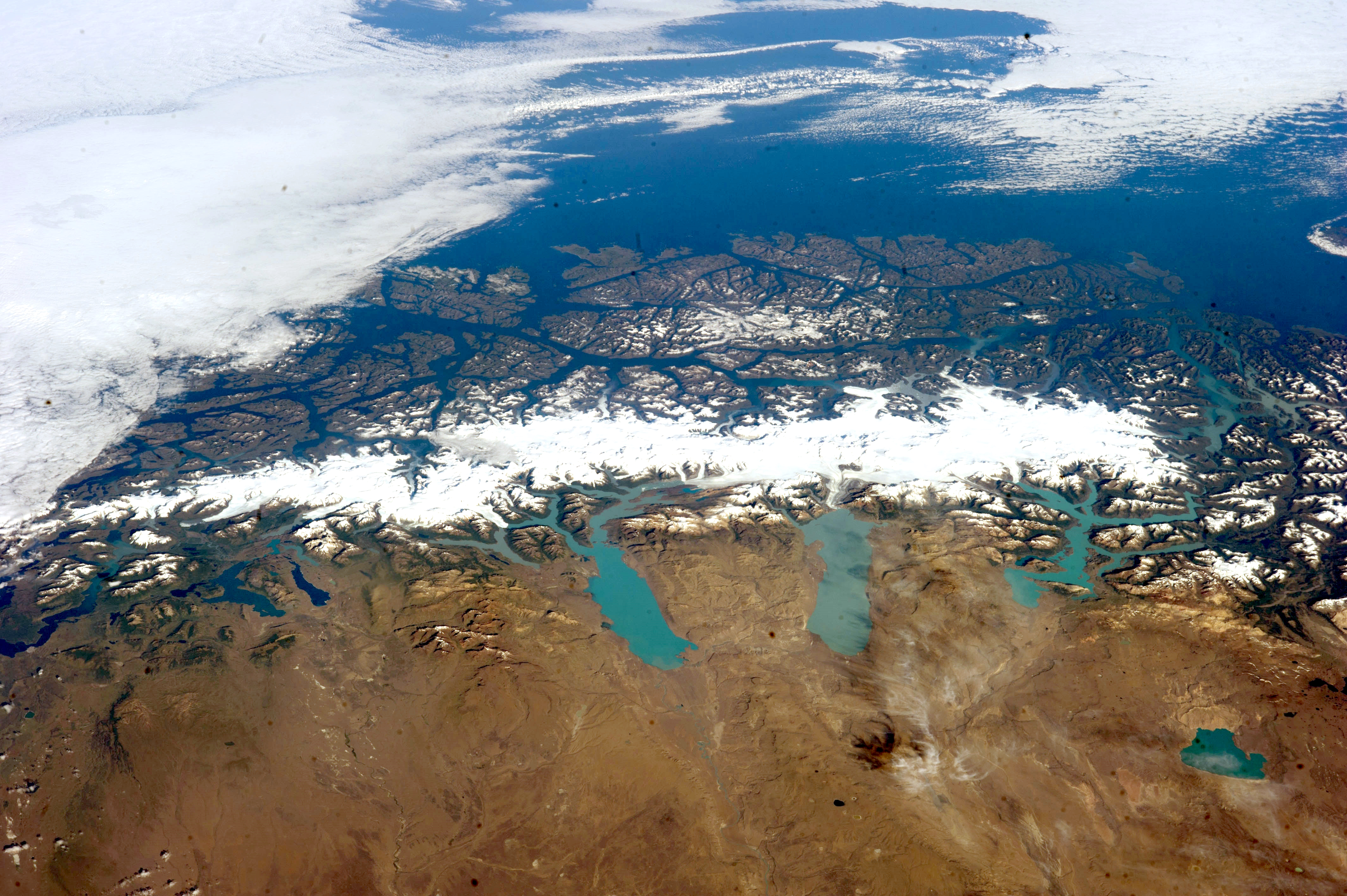
Vista aerea del campo di ghiaccio Patagonico Sud

Il contenzioso sul campo di ghiaccio della Patagonia meridionale (o Patagonico Sud) è una disputa sul confine tra l'Argentina e il Cile nei pressi di una vasta area di ghiacciai situata nelle Ande della Patagonia, la più grande non situata ai Poli terrestri. In Argentina viene chiamato hielos continentales e campo de hielo in Cile, per differenziarlo dal campo di ghiaccio settentrionale. Attualmente, la demarcazione in questo settore è ancora in attesa di essere descritta.

## Storia

### Delimitazione

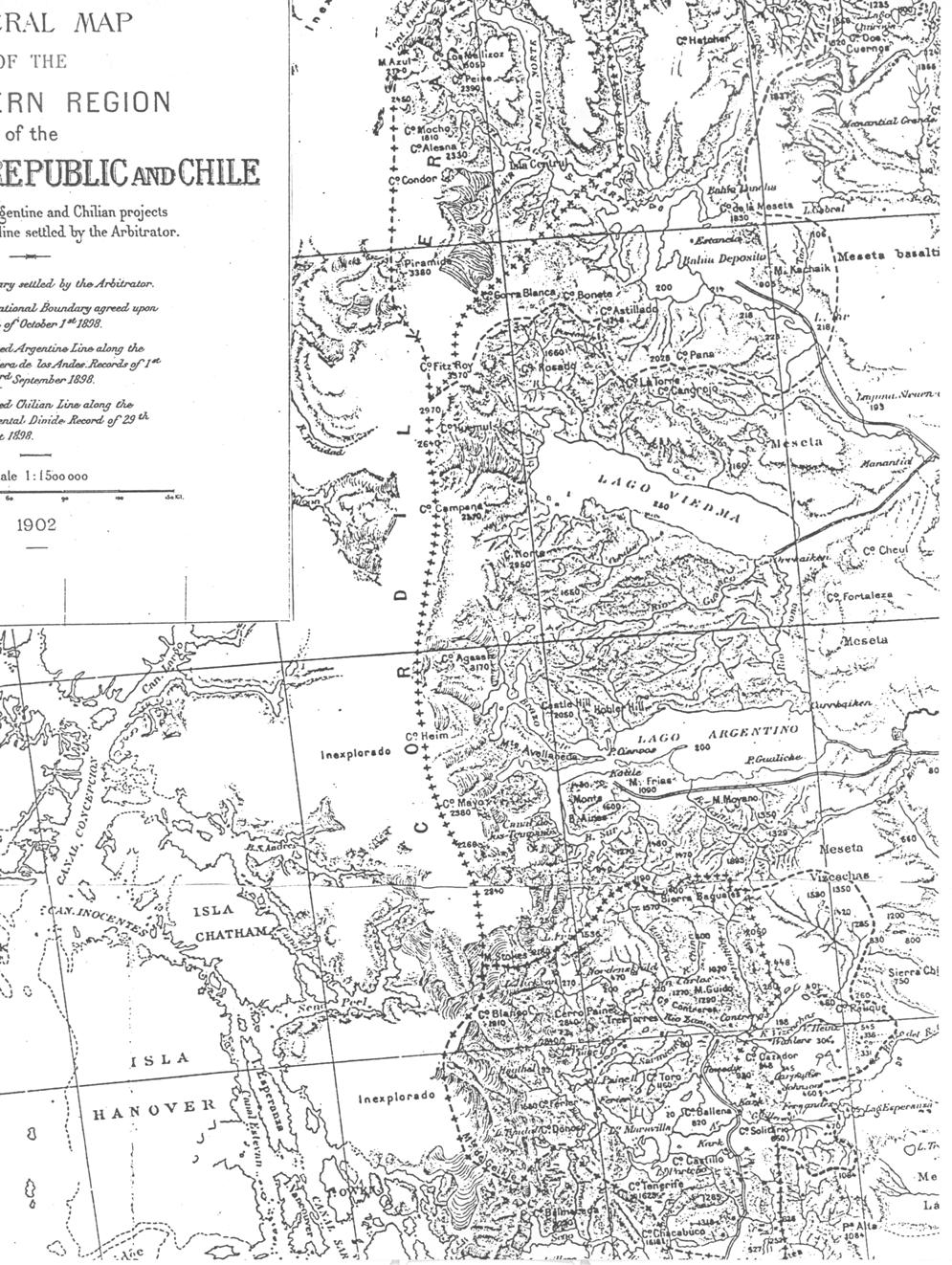
Mappa del lodo del 1902 tra Argentina e Cile nell'area del Campo di Ghiaccio della Patagonia Meridionale (che non fu interessato dal lodo).

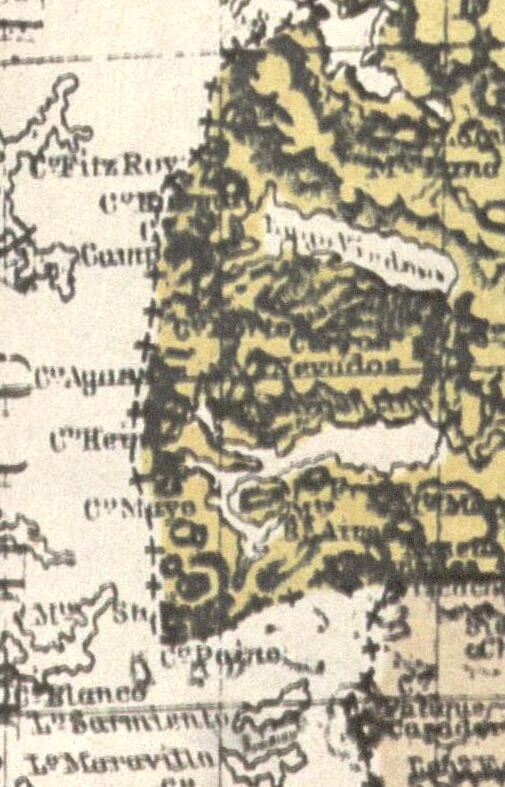
Carta dell'Argentina del 1912 che mostra i confini storici concordati dagli esperti argentini e cileni, Fitz Roy, Huemul, Campana, Agassiz, Heim, Mayo e Stokes.

L'area fu definita dal Trattato del 1881 tra Argentina e Cile:
Il 20 agosto 1888 fu firmato un accordo per attuare la demarcazione dei limiti ex trattato del 1881, nominando gli esperti Diego Barros Arana per il Cile e Octavio Pico Burgess per l'Argentina. Nel 1892, Barros Arana presentò la tesi secondo la quale il trattato del 1881 andava interpretato seguendo lo spartiacque montano, incontrando il dissenso dell'esperto argentino.
Poiché emersero nuove diatribe riguardo a diversi punti della linea su cui gli esperti non erano d'accordo, la decisione sulla delimitazione fu sospesa nel febbraio 1892 fino alla firma del Protocollo sui Confini del 1893. Nel primo articolo si prevede:
Questo protocollo risulta particolarmente importante, poiché la ritirata dei ghiacciai avrebbe potuto consentire incerte interpretazioni per via di una possibile nuova idrografia locale.
Nel gennaio 1894, l'esperto cileno dichiarò di aver interpretato che la catena principale delle Ande era la linea ininterrotta di cime le quali dividevano le acque e che formano la separazione delle valli o delle regioni idrografiche tributarie dell'Atlantico dall'est e dal Pacifico dal ovest. L'esperto argentino Norberto Quirno Costa (sostituto di Pico) negò che con una simile esegesi si potesse definire in maniera diversa cosa significasse catena principale delle Ande.
Nell'aprile 1896 fu firmato l'accordo per facilitare le operazioni di demarcazione territoriale, che designò il monarca britannico come terzo a cui rivolgersi in caso di disaccordo.
Nel verbale del 1º ottobre 1898, firmato da Barros Arana e Francisco Pascasio Moreno (in sostituzione di Quirno Costa, dimessosi nel settembre 1896) e dai suoi assistenti Clemente Onelli (argentino) e Alejandro Bertrand (cileno), gli esperti:
Nella mappa allegata, il punto 331 è il Monte Fitz Roy e il 332, il Monte Stokes, entrambi segnati da cippi di confine, sebbene il primo non fosse sullo spartiacque e fosse stato tenuto in considerazione come un punto di riferimento naturale. Poiché gli esperti non si recarono personalmente nell'area, essi stabilirono che nell'ipotesi in cui la linea avesse percorso un tratto diverso da quello che le parti effettivamente indicavano porre in essere, avrebbero potuto esserci delle modifiche.
Le delegazioni, non riuscendo per l'ennesima volta ad accordarsi su diversi tratti del confine, decisero nel 1898 di ricorrere all'articolo VI, paragrafo 2 del Trattato sui confini del 1881 per chiedere una sentenza arbitrale alla regina Vittoria del Regno Unito, che nominò tre giudici britannici. Nel 1901 uno di questi ultimi, tale colonnello Thomas Holdich, si recò nel luogo conteso per studiare la regione geografica.
Il governo argentino sostenne che il limite doveva essere identificabile in base all'orografia, al contrario di quanto invece rivendicassero i cileni, ovvero un criterio basato sull'idrografia. La corte ritenne che le disposizioni del trattato del 1881 e del protocollo del 1893 fossero ambigue e suscettibili a varie esegesi, comportando perciò come risultato solo una situazione confusa.
Il 20 maggio 1902, il re Edoardo VII emise il lodo che divideva i territori delle quattro sezioni controverse entro i limiti definiti dalle rivendicazioni più estreme di entrambe le parti e designò un ufficiale britannico a delimitare ciascuna sezione nell'estate del 1903. Il documento non si pronunciò sul campo di ghiaccio, limitandosi a ribadire nel suo articolo III:
Il lodo considerò che i monti di quella zona fungessero da spartiacque che non potevano né dovevano dar luogo ad ulteriori controversie. Dal 1899, la demarcazione del confine nel campo di ghiaccio, tra le due montagne, è stata definita sulle montagne successive e sulla loro continuità naturale: Fitz Roy, Torre, Huemul, Campana, Agassiz, Heim, Mayo e Stokes. Nel 1914 il cordone Mariano Moreno fu visitata da una spedizione, ma Francisco Pascasio Moreno ne conosceva già l'esistenza.

### Demarcazione

Disputa territoriale tra Cile e Argentina sul campo di ghiaccio Patagonico Sud prima del 1994

Nel 1941, fu firmato il protocollo relativo alla revisione dei punti di riferimento del confine argentino-cileno, istituendo a tal fine la Comisión Mixta de Límites (COMIX), formata da tecnici di entrambi i paesi. Le delegazioni avrebbero dovuto occuparsi della delimitazione del confine basata sui criteri stabiliti dal trattato del 1881 e dal protocollo del 1893.
Il 29 agosto 1990, i presidenti Carlos Saúl Menem e Patricio Aylwin firmarono la Dichiarazione di Santiago (Declaración de Santiago), in cui si incitava la COMIX ad accelerare il lavoro di demarcazione e pubblicare quanto prima un rapporto sulle questioni ancora in sospeso.
Il 12 settembre 1990, la Commissione Mista, con la legge n. 132, definì i 24 punti mancanti al confine. Il 10 e 12 febbraio la Commissione si è poi riunita a Punta Arenas, riuscendo a chiarire 22 delle 24 aree non contrassegnate.
In Cile, si sostenne che nel 1898 gli esperti identificarono come intermedie le seguenti vette situate tra il Fitz Roy e lo Stokes: Torre, Huemul, Campana, Murallón, Bertrand, Bolados, Peineta e Mayo. Lo Stokes del 1898 era in realtà considerato erroneamente il Cervantes, errore a cui la Commissione aveva rimediato applicando conoscenze e tecniche più avanzate. Con una mappa dell'Istituto Militare Geografico cileno del 1972 in scala 1:50.000, si statuì che la linea doveva essere tracciata dal Fitz Roy passando per: la formazione Adela (cime Torre, Ñato e Grande), Bent, Huemul, Campana, Murallón, Cone, Bertrand , Oasis, Bolados, Peineta, Mayo, Cervantes, Piedrabuena, Cubo e di lì fino al Daudet.
In Argentina si sosteneva che la delimitazione dovesse essere effettuata basandosi sulle vette più alte che dividono le acque, secondo quanto concordato nel 1881 e con le più moderne tecniche disponibili per determinarla. Assumendo come riferimento 6 mappe dell'Istituto Geografico Nazionale con sede a Buenos Aires realizzate tra il 1981 e il 1991 in scala 1:100.000, questi stabilirono che la linea doveva essere tracciata dal Fitz Roy a un punto sul cordone di Mariano Moreno, da cui poi si seguivano gli spartiacque creati dalle seguenti cime: Murallón, Torino, Agassiz, Bolados, Onelli Central, un picco alto 2.130 m senza nome, il cordone Malaspina, le due colline Immacolate, Corda Dos Codos, Corda Pietrobelli, una delle sommità del Cordrabuena, Cubo e Stokes.
Il Murallón e il Bolados erano gli unici due punti in comune previsti da entrambe le proposte.
Il 2 agosto 1991, i presidenti Menem e Aylwin firmarono un'intesa per tracciare una linea geometrica per dividere equamente il territorio conteso dalla collina di Fitz Roy al Monte Stokes, ignorando quanto convenuto nel 1881 e nel 1893.
La retta sarebbe iniziata a Fitz Roy, proseguendo dritto verso ovest fino a un punto senza nome (a 2584 m di altezza), attraversando quindi il ghiacciaio Viedma fino alla collina del Puntudo e proseguendo lungo le vette denominate Torino, Roma, Immacolata, Dos Picos, Teniente Feilberg, Twin, Stokes e Daudet. Tutti i punti sopraccitati sarebbero stati attraversati in armonia con il percorso della retta.
Nella sua presentazione al congresso del 27 febbraio 1992, il ministro argentino Guido Di Tella sostenne la necessità di adottare una retta considerando l'impossibilità geofisica nel determinare tutte le vette che fungevano da spartiacque nella regione.
La proposta non fu accettata dai Congressi dei due paesi. In Argentina, fu stimata la perdita di 1057 km² di Parco nazionale Los Glaciares, mentre in Cile di 1238 km² del Parco nazionale Bernardo O'Higgins se la linea fosse stata approvata.

## Accordo

Questa mappa mostra le sezioni A e B dell'accordo

Il 16 dicembre 1998 fu firmato l'Accordo per specificare la linea di demarcazione dal Monte Fitz Roy a Cerro Daudet in sostituzione della bocciata proposta di tracciare una linea retta. L'accordo riprende i contenuti del trattato del 1881, in particolare quelli relativi agli spartiacque creati dai monti più alti, tranne in alcuni settori in cui sono state tracciate linee rette. Il Cile preserva l'accesso al Monte Fitz Roy e l'Argentina quello al Monte Stokes.
Il territorio oggetto dell'accordo è diviso in due settori:
- Sezione A: dal Murallón al Daudet. La linea di confine è determinata come segue: a partire da Cerro Murallón la linea segue lo spartiacque che attraversa le sommità di Torino Este, Bertrand-Agassiz Norte, Agassiz Sur, Bolados, Onelli Central, Spegazzini Norte e Spegazzini Sur. Quindi la linea prosegue attraverso i segmenti che collegano, successivamente, i punti indicati con le lettere A, B, C, D, E, F, G, H, I e J. Tra J e K si segue lo spartiacque per poi unirsi [i segmenti] ai punti L e M. La linea prosegue lungo lo spartiacque fino a N, da dove giunge allo spartiacque di Pietrobelli, Gardener, Cacique Casimiro e il punto Ñ. Quindi, seguendo una linea retta raggiunge il punto O e, sempre in linea retta, raggiunge la collina Teniente Feilberg, per poi dirigersi lungo lo spartiacque fino al punto P, da dove per giunge al punto Q, allo Stokes, ai punti R, S, T e a Cerro Daudet, dove termina il suo percorso.[11]
- Sezione B: dalla cima del Monte Fitz Roy al Cerro Murallón. Dalla cima del Monte Fitz Roy la linea scenderà lungo lo spartiacque fino al punto le cui coordinate sono 49°16′37″S 73°02′24″W (Punto A). Da lì continuerà in linea retta fino a un punto situato alle coordinate 49°17′02″S 73°05′12″W (Punto B) Quindi, il tracciato seguirà il parallelo locale verso ovest e seguirà quello redatto dal Protocollo sulla Modifica e il Posizionamento dei Cippi di Confine tra Argentina e Cile del 16 aprile 1941 e nel Piano di lavoro e Disposizioni Generali che ha descritto la COMIX.

Nell'area situata tra i paralleli della latitudine S 49º10'00 "e 49º47'30" e i meridiani della longitudine O 73º38'00 "e 72º59'00", la Commissione Mista del confine Cile-Argentina deve operare su una mappa in scala 1:50.000 per delimitare il limite: in quel settore non si applicherà il Protocollo Specifico Suppletivo sulle Risorse Idriche Comuni del 2 agosto 1991. Questo settore corrisponde a un territorio di forma rettangolare che si estende da pochi chilometri a nord della cima del Monte Fitz Roy alla collina Murallón, in cui è localizzata un'area attualmente senza delimitazione alcuna. Tuttavia, nonostante le mancate attuazioni, l'accordo stesso già delimitava il confine dal Fitz Roy a pochi chilometri a sud-ovest (punto B), oltre che quello dalla stessa montagna verso nord, delimitato mediante il lodo arbitrale della cosiddetta Laguna del Desierto del 1994.
Si è condiviso che tutte le acque che fluiscono e defluiscono dal fiume Santa Cruz sono da considerare a tutti gli effetti facenti capo a Buenos Aires. Allo stesso modo, le acque che sfociano nei fiordi oceanici sono da ritenere risorse idriche di Santiago: ciascuna parte, asserisce ancora il trattato si impegna a non modificare, in quantità e qualità, le risorse idriche così come convenute.

## Zona di frontiera in attesa di delimitazione
La Commissione congiunta per i confini (COMIX), incaricata di eseguire gli studi geografici e lavorare su una mappa in scala 1:50.000 (quest'ultimo requisito essenziale per effettuate le operazioni necessarie), non risultava ancora formata al 30 agosto 2006. In quella data, i ministri degli esteri di entrambi i paesi hanno emesso alcuni comunicati. In particolare, la dichiarazione del Ministero degli Esteri argentino:
Non avendo ricevuto una risposta dal Cile al summenzionato invito ad oggi, il Ministero degli Affari Esteri ha impartito istruzioni alla Commissione argentina per i limiti internazionali al fine di sollecitare la sua controparte alla necessità di avviare i lavori di demarcazione il più presto possibile e predisporre quanto occorre per ultimare le operazioni.»
La serie di comunicati era avvenuta a causa della denuncia del governo cileno in merito alla mancata indicazione nelle mappe del Ministero del Turismo argentino del rettangolo ancora conteso. Il 24 agosto 2006, il sottosegretario al turismo argentino ha obiettato che le mappe utilizzate dal sito web del Ministero del Turismo fossero quelle ufficiali perché approvate dall'Istituto Nazionale Geografico dell'Argentina.
Nelle mappe pubblicate in Argentina, fino ad oggi, la regione continua ad essere mostrata senza che la regione di forma rettangolare sia indicata come contesa: a titolo di esempio, basti pensare alla mappa di Santa Cruz su un sito web di un'organizzazione argentina ufficiale. Le mappe ufficiali cilene e la maggior parte di quelle turistiche mostrano il rettangolo sottolineando come esso non è stato delimitato secondo il trattato del 1998.
Rapporti giornalistici indicano che l'8 gennaio 2008 sono stati avviate ricognizioni aeree giornaliere in elicottero dall'Ejército Argentino, con sede a El Chaltén, in collaborazione con il personale dell'Istituto Geografico Nazionale per effettuare gli studi geografici necessari per delineare la mappa indicata dall'accordo. I rapporti segnalano la partecipazione del personale cileno in qualità di supervisore. In una parte della regione, l'Ejército de Chile ha svolto compiti similari agli argentini.